# 全局热键
全局热键，是指在计算机运行程序的过程中，无论该热键所指向的应用程序是否在前台运行，都能有效使用的热键。

## 意义
全局热键可以让电脑使用者在运行其他前台程序时方便地控制正在后台运行的程序，而不必先将在后台运行的程序切换到前台，然后进行操作。从而方便了电脑使用者。特别是在运行电脑游戏等全屏幕3D应用程序时，程序间的切换通常需要极大地消耗系统资源，对于硬件配置较低的电脑很容易造成假死机或死机的现象发生。

## 举例
一般情况下，为了防止误操作，全局热键通常都被设定为组合键。最常见的是：
Ctrl，Alt，Shift和其他按键的组合。在较为人性化的软件中，通常是允许用户在软件的设置选项中自定义热键，从而照顾到了不同用户的使用习惯。